# Пафнутий (митрополит Сарский)
Митропролит Пафнутий (ум. 1611) — епископ Русской православной церкви, митрополит Сарский и Подонский (митрополит Крутицкий).

## Биография
Был постриженником и насельником Павло-Обнорского монастыря Вологодской епархии.
В 1595 году возведен в сан архимандрита Московского Чудова монастыря.
В 1598 году участвовал в Земском Соборе, избравшем на престол Бориса Годунова.
В период с 1598 по 1600 годы Пафнутий передал в Чудов монастырь в качестве вкладов рукописи «Лествицы» Иоанна Синайского, сочинений Петра Дамаскина, «Поучений» аввы Дорофея, «Толкований на 16 пророков», Псалтири толковой, а также книгу Василия Великого о постничестве, напечатанную в 1594 году в Остроге. С 1599 по 1600 год в Чудовом монастыре было переписано 17 объемистых томов, над одиннадцатью из которых (Минеями Четьими Чудовскими) трудилось 22 писца. Это свидетельствует о существовании в кремлёвской обители в период настоятельства там архимандрита Пафнутия книгописной мастерской.
В 1605 году хиротонисан на Крутицкую кафедру с возведением в сан митрополита.
Активно выступал за избрание на престол Василия Шуйского. В Успенском соборе Кремля он нарёк объявленного царём Шуйского «государем всея Руси» и отслужил молебен. Митрополит Пафнутий был в числе составителей грамоты об избрании Шуйского на трон, а позднее принимал участие в его коронации.
В феврале 1607 года по поручению патриарха Ермогена двукратно ездил в Старицу за бывшим патриархом Иовом, чтобы он простил и разрешил всех православных христиан за совершенные ими нарушения крестного целования и измены.
20 февраля 1607 года в Успенский собор Кремля собралось множество народа, прибыли оба патриарха с другими святителями и духовенством. Бывший патриарх Иов встал у патриаршего места, а патриарх Гермоген встал на патриаршем месте. Тогда все находившиеся в храме христиане с великим плачем и воплем обратились к Иову, просили у него прощения и подали ему челобитную. В челобитной православные исповедовались пред своим бывшим патриархом, как они клялись служить верою и правдою царю Борису Федоровичу и не принимать вора, называвшегося царевичем Димитрием, и изменили своей присяге, как клялись потом сыну Бориса Федору и снова преступили крестное целование, как не послушались его, своего отца, и присягнули Лжедмитрию, который лютостию отторгнул его, пастыря, от его словесных овец, а потому умоляли теперь, чтобы первосвятитель простил и разрешил все эти преступления и измены всем жителям России и тем, которые уже скончались. Затем архидиаконом была прочитана разрешительная молитва, составленная от имени обоих патриархов и всего Собора.
В 1607 году митрополит Пафнутий совершал отпевание и погребение патриарха Иова. Допрашивал бывшую царицу Марию, жену Василия Шуйского, по обвинению в растрате казны.
Преосвященный Пафнутий, собрат и друг преподобного Адриана Монзенского. Вместе с преподобным Адрианом сподобился чудесного видения будущего Монзенского Ферапонтова монастыря. Митрополит Пафнутий был духовным руководителем преподобного Никодима Кожеезерского.
Скончался митрополит Пафнутий в 1611 году. Был погребен в Чудовом монастыре, могила утрачена.